# Шибик
Шибик — хутор в Крымском районе Краснодарского края.
Входит в состав Пригородного сельского поселения.

## География
Находится на реке Шибик ниже по течению от шибичанского водохранилища.

## История
На 2010 год остался один дом в котором живут люди. В летнее время на хуторе проживает несколько арендаторов, занимающихся сельским хозяйством.

## Население
| 1999 | 2002 | 2010 |
| ---- | ---- | ---- |
| 0    | ↗4   | ↘0   |